# FKツェティニェ
フドバルスキ・クルブ・ツェティニェ（セルビア語: Fudbalski klub Cetinje）は、モンテネグロ・ツェティニェを本拠地とするサッカークラブである。

## 歴史
1975年に国立印刷局のサッカーチームとして発足したため、当初の名前はFKシュタンパルであった。1978年にFKタラに改名した。1980-81シーズンに4部で優勝し、ツルノゴルスカ・レプブリチカ・リーガに参戦した。1991年にFKツェティニェに改名した。
モンテネグロ独立後はトレチャ・ツルノゴルスカ・リーガに所属した。2009-10シーズンに優勝するがドルガ・ツルノゴルスカ・フドバルスカ・リーガに昇格できず、2012-13シーズンに再び優勝して昇格した。

## タイトル
- トレチャ・ツルノゴルスカ・リーガ: 2009-10, 2012-13, 2020-21
- モンテネグロ地域4部: 1980-81, 1988-89, 1993-94, 1997-98, 2003-04

## 歴代所属選手
- 立花稜也 2016